# ITunes Originals – Alanis Morissette
Az iTunes Originals – Alanis Morissette egy iTunes Originals-album Alanis Morissette-től, ami 2004-ben jelent meg digitálisan az iTunes-on. Szerepelnek rajta interjúk, régi dalok új változatai, amik nem jelentek meg addig más CD-n és dalok, amik már szerepeltek Jagged Little Pill, Supposed Former Infatuation Junkie, Under Rug Swept és So-Called Chaos című albumain.

## Számlista
1. Introduction – 1:42
2. Thoughts About "You Oughta Know" – 0:52
3. You Oughta Know – 4:09
4. The Motivation Behind Writing "Everything" – 2:37
5. "Everything (iTunes Originals version) – 4:34
6. How the Inspiration Behind "Everything" Is Similar to "Head over Feet" – 0:46
7. Head over Feet (iTunes Originals version) – 4:20
8. The Most Ironic Thing About "Ironic" – 0:51
9. Ironic (iTunes Originals version) – 3:55
10. How to Ruin Your Life in "Eight Easy Steps" – 0:37
11. Eight Easy Steps – 2:50
12. "Thank U" Is a Prayer – 0:54
13. Thank U (iTunes Originals version) – 4:36
14. Finding "Excuses" – 0:45
15. Excuses"(iTunes Originals version) – 3:56
16. The Therapy Behind "Hands Clean" – 0:55
17. Hands Clean (iTunes Originals version) – 4:44
18. The Most Gratifying Moments for Me – 0:48
19. Utopia – 4:58
20. Why the Album Is Called "So-Called Chaos" – 1:15
21. Out Is Through – 3:52